# Melvin Adrien
Melvin Adrien (Le Port, 30 agosto 1993) è un calciatore francese naturalizzato malgascio, portiere del Thonon Évian e della nazionale malgascia.

## Carriera

### Club
In carriera ha giocato nel campionato francese, dove ha anche protetto i pali dell'Amiens, e in quello belga.

### Nazionale
Ha esordito in nazionale nel 2017 contro il Comore, venendo poi convocato per la Coppa d'Africa 2019.

## Statistiche

### Cronologia presenze e reti in nazionale
| Cronologia completa delle presenze e delle reti in nazionale ― Madagascar | Cronologia completa delle presenze e delle reti in nazionale ― Madagascar | Cronologia completa delle presenze e delle reti in nazionale ― Madagascar | Cronologia completa delle presenze e delle reti in nazionale ― Madagascar | Cronologia completa delle presenze e delle reti in nazionale ― Madagascar | Cronologia completa delle presenze e delle reti in nazionale ― Madagascar | Cronologia completa delle presenze e delle reti in nazionale ― Madagascar | Cronologia completa delle presenze e delle reti in nazionale ― Madagascar |
| Data                                                                      | Città                                                                     | In casa                                                                   | Risultato                                                                 | Ospiti                                                                    | Competizione                                                              | Reti                                                                      | Note                                                                      |
| ------------------------------------------------------------------------- | ------------------------------------------------------------------------- | ------------------------------------------------------------------------- | ------------------------------------------------------------------------- | ------------------------------------------------------------------------- | ------------------------------------------------------------------------- | ------------------------------------------------------------------------- | ------------------------------------------------------------------------- |
| 11-11-2017                                                                | Mitsamiouli                                                               | Comore                                                                    | 1 – 1                                                                     | Madagascar                                                                | Amichevole                                                                | -1                                                                        | 46’                                                                       |
| 24-3-2018                                                                 | Pristina                                                                  | Kosovo                                                                    | 1 – 0                                                                     | Madagascar                                                                | Amichevole                                                                | -1                                                                        |                                                                           |
| 2-6-2019                                                                  | Lussemburgo                                                               | Lussemburgo                                                               | 3 – 3                                                                     | Madagascar                                                                | Amichevole                                                                | -1                                                                        | 46’                                                                       |
| 22-6-2019                                                                 | Alessandria d'Egitto                                                      | Guinea                                                                    | 2 – 2                                                                     | Madagascar                                                                | Coppa d'Africa 2019 - 1º turno                                            | -2                                                                        |                                                                           |
| 27-6-2019                                                                 | Alessandria d'Egitto                                                      | Madagascar                                                                | 1 – 0                                                                     | Burundi                                                                   | Coppa d'Africa 2019 - 1º turno                                            | -                                                                         |                                                                           |
| 30-6-2019                                                                 | Alessandria d'Egitto                                                      | Madagascar                                                                | 2 – 0                                                                     | Nigeria                                                                   | Coppa d'Africa 2019 - 1º turno                                            | -                                                                         |                                                                           |
| 7-7-2019                                                                  | Alessandria d'Egitto                                                      | Madagascar                                                                | 2 – 2 dts (3 - 2 dtr)                                                     | RD del Congo                                                              | Coppa d'Africa 2019 - Ottavi di finale                                    | -2                                                                        |                                                                           |
| 11-7-2019                                                                 | Alessandria d'Egitto                                                      | Madagascar                                                                | 0 – 3                                                                     | Tunisia                                                                   | Coppa d'Africa 2019 - Quarti di finale                                    | -3                                                                        |                                                                           |
| 16-11-2019                                                                | Antananarivo                                                              | Madagascar                                                                | 1 – 0                                                                     | Etiopia                                                                   | Qual. Coppa d'Africa 2021                                                 | -                                                                         |                                                                           |
| 19-11-2019                                                                | Niamey                                                                    | Niger                                                                     | 2 – 6                                                                     | Madagascar                                                                | Qual. Coppa d'Africa 2021                                                 | -2                                                                        |                                                                           |
| 12-10-2020                                                                | Antananarivo                                                              | Madagascar                                                                | 1 – 2                                                                     | Burkina Faso                                                              | Amichevole                                                                | -2                                                                        |                                                                           |
| 12-11-2020                                                                | Abidjan                                                                   | Costa d'Avorio                                                            | 2 – 1                                                                     | Madagascar                                                                | Qual. Coppa d'Africa 2021                                                 | -2                                                                        |                                                                           |
| 17-11-2020                                                                | Toamasina                                                                 | Madagascar                                                                | 1 – 1                                                                     | Costa d'Avorio                                                            | Qual. Coppa d'Africa 2021                                                 | -1                                                                        |                                                                           |
| 24-3-2021                                                                 | Bahir Dar                                                                 | Etiopia                                                                   | 4 – 0                                                                     | Madagascar                                                                | Qual. Coppa d'Africa 2021                                                 | -4                                                                        |                                                                           |
| 30-3-2021                                                                 | Antananarivo                                                              | Madagascar                                                                | 0 – 0                                                                     | Niger                                                                     | Qual. Coppa d'Africa 2021                                                 | -                                                                         |                                                                           |
| 2-9-2021                                                                  | Antananarivo                                                              | Madagascar                                                                | 0 – 1                                                                     | Benin                                                                     | Qual. Mondiali 2022                                                       | -1                                                                        |                                                                           |
| 7-9-2021                                                                  | Dar es Salaam                                                             | Tanzania                                                                  | 3 – 2                                                                     | Madagascar                                                                | Qual. Mondiali 2022                                                       | -3                                                                        |                                                                           |
| 7-10-2021                                                                 | Rabat                                                                     | RD del Congo                                                              | 2 – 0                                                                     | Madagascar                                                                | Qual. Mondiali 2022                                                       | -2                                                                        |                                                                           |
| 11-11-2021                                                                | Cotonou                                                                   | Benin                                                                     | 2 – 0                                                                     | Madagascar                                                                | Qual. Mondiali 2022                                                       | -2                                                                        |                                                                           |
| 14-11-2021                                                                | Antananarivo                                                              | Madagascar                                                                | 1 – 1                                                                     | Tanzania                                                                  | Qual. Mondiali 2022                                                       | -1                                                                        |                                                                           |
| 27-3-2023                                                                 | Douala                                                                    | Rep. Centrafricana                                                        | 2 – 0                                                                     | Madagascar                                                                | Qual. Coppa d'Africa 2023                                                 | -2                                                                        |                                                                           |
| 7-9-2023                                                                  | Lubango                                                                   | Angola                                                                    | 0 – 0                                                                     | Madagascar                                                                | Qual. Coppa d'Africa 2023                                                 | -                                                                         |                                                                           |
| 17-11-2023                                                                | Kumasi                                                                    | Ghana                                                                     | 1 – 0                                                                     | Madagascar                                                                | Qual. Mondiali 2026                                                       | -1                                                                        |                                                                           |
| Totale                                                                    |                                                                           | Presenze                                                                  | 23                                                                        |                                                                           | Reti                                                                      | -33                                                                       |                                                                           |